# Masciago Primo
Masciago Primo är en ort och kommun i provinsen Varese i regionen Lombardiet i Italien. Kommunen hade 299 invånare (2018).